# جون فين (ممثل)
جون فين (بالإنجليزية: John Finn)‏ هو ممثل أمريكي، ولد في 30 سبتمبر 1952 بنيويورك في الولايات المتحدة.

## أعمال

### أفلام
- (1989) المجد
- (1993) قضية البجع[2]
- (1993) نهاية مشوقة[3][4][5]
- (2002) أمسكني لو استطعت[6]
- (2003) وصمة عار إنسان[7]
- (2016) موهوب[8]
- (2019) أد أسترا

### مسلسلات
- الرجل الأخضر الخارق
- إن سي آي إس
- جاغ
- كولد كيس

## وصلات خارجية
- جون فين على موقع IMDb (الإنجليزية)
- جون فين على موقع ألو سيني (الفرنسية)
- جون فين على موقع أول موفي (الإنجليزية)
- جون فين على موقع قاعدة بيانات الأفلام السويدية (السويدية)
- جون فين على موقع إن إن دي بي (الإنجليزية)
- جون فين على موقع قاعدة بيانات الفيلم (الإنجليزية)
- جون فين على موقع كينوبويسك (الروسية)